# Corbii din Vale
Corbii din Vale – wieś w Rumunii, w okręgu Vâlcea, w gminie Nicolae Bălcescu. W 2011 roku liczyła 365 mieszkańców.